# Reinhard Marx
Reinhard Marx (nascut el 21 de setembre de 1953) és un cardenal alemany de l'Església Catòlica Romana. Serveix com a cardenal-arquebisbe de Múnic i Freising. El Papa Benet XVI l'elevà al cardenalat en un consistori el 20 de novembre de 2010. En el moment de la seva elevació, el cardenal Marx esdevingué el membre més jove del Col·legi de Cardenals, succeint al cardenal Peter Erdo, cardenal-arquebisbe de Budapest. Podrà votar a tots els conclaves papals que comencin fins al 21 de setembre de 2033, quan faci 80 anys.

## Biografia
Nascut a Geseke, al Rin del Nord-Westfàlia, el cardenal Marx va ser ordenat al presbiterat per l'arquebisbat de Paderborn per l'arquebisbe Johannes Joachim Degenhardt el 2 de juny de 1979. El 1989 va rebre el doctorat en teologia per la universitat de Bochum.
El 23 de juliol de 1996 va ser nomenat bisbe auxiliar de Paderborn i bisbe titular de Petina pel Papa Joan Pau II. Marx va ser ordenat bisbe el 21 de setembre (el seu 43è aniversari) per l'arquebisbe Degenhardt, amb els bisbes Hans Drewes i Paul Consbruch servint com a co-consecrators.
El 20 de desembre de 2001 va ser nomenat bisbe de Trier, la diòcesi més antiga d'Alemanya, succeint a Hermann Josef Spital gairebé un any abans del seu retir. Marx és considerat conservador en qüestions referents a la disciplina de l'Església, però també un científic social... i tancat amb els mitjans. El 2003 suspengué un teòleg per estendre una invitació a l'Eucaristia a Protestants.
El 30 de novembre del 2007 el Papa Benet XVI nomenà Reinhard Marx com a arquebisbe metropolità de Múnic i Freising, un càrrec que el mateix Benet havia ocupat entre 1977 i 1981. Al voltant d'aquest nomenament se succeïren els rumors abans de l'anunci formal per part del Papa, però Marx respongué dient que "El Papa nomena bisbes, no la premsa". El 2 de febrer de 2008, Marx ocupà la seu de Múnic i Freising al Frauenkirche de Múnic. El 20 de novembre de 2010 esdevingué Cardenal-Prevere de Sant Corbiniano. San Corbinià de Freising va ser el primer bisbe de Freising, del qual el Cardenal Marx n'és successor.
Actualment, el cardenal Marx serveix com a cap del comitè de qüestions socials a la Conferència episcopal alemanya. A més dels deures que té com a arquebisbe de Múnic, l'11 de desembre de 2010 va ser nomenat per Benet XVI com a membre de la Congregació per a l'Educació Catòlica. El 29 de desembre de 2010 va ser nomenat membre del Consell Pontifici per a la Justícia i la Pau.
El 2011, Marx va afirmar que l'Església Catòlica «no ha adoptat sempre el to correcte» vers els homosexuals. Va anar més enllà quan va afegir que, si bé no pot beneir oficialment una unió entre persones del mateix sexe, pensament (i implícitament farà) pregar per la seva relació si li ho demanen.
El 7 de març del 2012 va ser nomenat membre de la Congregació per a les Esglésies Orientals.
El 22 de març del 2012, la Comissió de les Conferències Episcopals de la Comunitat Europea elegí Reinhard Cardenal Marx com el seu president.
El 13 d'abril de 2013 va ser nomenat pel Papa Francesc, just un mes després de la seva elecció, conjuntament amb diversos cardenals més, per aconsellar-lo i per estudiar un pla per revisar la Constitució Apostòlica sobre la Cúria Romana, Pastor Bonus. La primera trobada està prevista entre l'1 i el 3 d'octubre del 2013, tot i que el Papa està en contacte amb ells.

## Llibres de Reinhard Marx
El Cardenal Marx publicà a l'octubre del 2009 un llibre, "Das Kapital: Un pretext per l'home", titulat seguint l'obra de Karl Marx, on critica el capitalisme. Reinhard Marx afirmà que l'actual crisi financera mundial requeria un "debat social fonamental" i es qüestionava sobre la capacitat de les economies contemporànies per "assegurar el benestar mundial".